# Sceloporus smithi
Sceloporus smithi är en ödleart som beskrevs av Hartweg och OLIVER 1937. Sceloporus smithi ingår i släktet Sceloporus och familjen Phrynosomatidae. IUCN kategoriserar arten globalt som livskraftig. Inga underarter finns listade i Catalogue of Life.